# Henry Lapczyk
Henry Williams Lapczyk Vera (Fernando de la Mora, 17 aprile 1978) è un ex calciatore paraguaiano, di ruolo portiere.

## Carriera

### Club
Durante la sua carriera ha giocato con numerose squadre di club in Paraguay, Cile e Bolivia.

### Nazionale
Nel 2007 ha disputato due incontri con la maglia della nazionale paraguaiana. Ha esordito nell'amichevole contro il Venezuela disputato il 22 agosto di quell'anno. Il secondo incontro fu la replica della stessa amichevole disputata tre settimane più tardi.